# Zosterops semperi
Zosterops semperi е вид птица от семейство Zosteropidae.

## Разпространение
Видът е разпространен в Микронезия и Палау.